# 日本人沃爾夫獎得主
日本人沃爾夫獎得主，係指持有或曾經持有日本公民權的沃爾夫獎得主。
沃尔夫奖是以色列工业家、化学家、慈善家沃尔夫设立的，于1978年首次颁发，在国际上享有很高声誉。沃尔夫奖颁发给数学、物理、化学、医学、农业和艺术领域，分别称作“沃尔夫数学奖”，“沃尔夫物理学奖”，“沃尔夫化学奖”，“沃尔夫医学奖”，“沃尔夫农业奖”和“沃尔夫艺术奖”。沃尔夫奖有以色列“诺贝尔奖”之称。
迄2023年，已有15名日本人獲獎。

## 获奖日本人
除了特別標示者，皆為日本國籍。

### 沃尔夫物理学奖
- 1994/1995年，南部陽一郎（ 美国）
- 2000年，小柴昌俊

### 沃尔夫化学奖
- 2001年，野依良治
- 2018年，藤田誠
- 2023年，菅裕明

### 沃尔夫数学奖
- 1984/1985年，小平邦彦
- 1987年，伊藤清
- 2002/2003年，佐藤幹夫

### 沃尔夫医学奖
- 1986年，早石修
- 1994/1995年，西塚泰美
- 2011年，山中伸彌

### 沃尔夫藝術奖
- 1988年，槙文彥
- 2022年，贝岛桃代（日语：貝島桃代），塚本由晴（日语：塚本由晴）
- 2023年，中谷芙二子